# Stanisław Kosiński (1936–2020)
Stanisław Kosiński (ur. 5 maja  1936 w Turzyńcu, zm. 7 lutego 2020) – polski socjolog, profesor nauk humanistycznych.

## Życiorys
Studiował historię w Wyższej Szkole Pedagogicznej w Krakowie, w 1968 obronił pracę doktorską, w 1983 habilitował się na podstawie pracy. 30 lipca 1996 nadano mu tytuł profesora w zakresie nauk humanistycznych. Pracował w Instytucie Medycyny Wsi im. Witolda Chodźki, w Instytucie Socjologii na Wydziale Filozofii i Socjologii Uniwersytetu Marii Curie-Skłodowskiej, w Instytucie Pielęgniarstwa Państwowej Wyższej Szkole Zawodowej im. ks. Bronisława Markiewicza w Jarosławiu oraz w Szkole Wyższej im. Bogdana Jańskiego w Warszawie.
Piastował stanowisko profesora zwyczajnego w Katedrze Nauk Humanistycznych na Zamiejscowym Wydziale Wychowania Fizycznego w Białej Podlaskiej Akademii Wychowania Fizycznego Józefa Piłsudskiego w Warszawie, w Katedrze Socjologii na Wydziale Nauk Społecznych Wyższej Szkole Przedsiębiorczości i Administracji w Lublinie, na Wydziale Nauk o Zdrowiu i Nauk Społecznych Państwowej Szkole Wyższej im. Papieża Jana Pawła II w Białej Podlaskiej oraz w Europejskiej Uczelni Społecznej i Technicznej w Radomiu.
Był kierownikiem Katedry Socjologii Wydziału Nauk Społecznych Wyższej Szkoły Przedsiębiorczości i Administracji w Lublinie.
Zmarł 7 lutego 2020, pochowany na cmentarzu parafialnym w miejscowości Topólcza.